# Permotipula
Permotipula es un género extinto de insectos protodípteros de la familia Permotipulidae. Se trata de un ala de insecto identificado como relacionado con la familia actual Tipulidae. El fósil fue encontrado en Australia en rocas del período Pérmico. El primer hallazgo data de 1929, aunque dicho hallazgo fue redescubierto en 1989.
Ha sido considerado como una forma intermedia, precursora de los dípteros. Se postuló que aún tenía cuatro alas y no dos como los dípteros actuales. Un estudio más detallado de la venación del ala demostró que algunas de las características de los dípteros no están presentes y que este fósil no puede ser el antepasado de los dípteros.